# Mare (ostrov)
Mare je dlouhodobě nečinná sopka a menší ostrov v Indonésii, nacházející se v Moluckém moři poblíž ostrova Halmahera. Má rozměry 2 × 3 km a protáhlý tvar. Představuje vrcholovou část andezitového stratovulkánu. Kdy došlo k poslední erupci, není známo. Odhady hovoří o holocénu.